# Thiago Galhardo
Thiago Galhardo do Nascimento Rocha vagy egyszerűen Thiago Galhardo (São João del-Rei, 1989. július 20. –) brazil labdarúgó, a Coritiba középpályása.